# Microsema carolinata
Microsema carolinata är en fjärilsart som beskrevs av Charles Oberthür 1912. Microsema carolinata ingår i släktet Microsema och familjen mätare. Inga underarter finns listade i Catalogue of Life.